# Brezojevica
Brezojevica (cyr. Брезојевица) – wieś w Czarnogórze, w gminie Plav. W 2011 roku liczyła 945 mieszkańców.